# Ricardo Paredes Molina
Ricardo Daniel Paredes Molina (9 de agosto de 1956) es un economista, académico, investigador y ex consultor Chileno. 
Realizó sus estudios secundarios en el Liceo José Victorino Lastarria. Más tarde cursó la carrera de Ingeniería Comercial en la Universidad de Chile, obteniendo la mención economía (1980) y más tarde el grado de Magíster en Economía (1982), con su Tesis: Diferencias de Ingresos entre Hombres y Mujeres, y donde fue alumno de Roberto Zahler, Vittorio Corbo y Andres Sanfuentes.
En 1982 obtuvo una beca de postgrado, estudios que realizó en los Estados Unidos, donde alcanzó los grados de Master of Arts y de Ph.D en economía por la Universidad de California, especializándose en organización industrial, economía laboral y microeconomía aplicada. Su Tesis, Privatization and Regulation in a LDC, la realizó con Arnold Harberger.
De vuelta al país, se incorporó como Profesor de la Facultad de Economía y Negocios de la Universidad de Chile, en donde obtuvo el Gran Premio Universidad de Chile en Ciencias y Humanidades (1992) para investigadores menores de cuarenta años, celebrado en los 150 años de la entidad Universitaria. Fue decano de esta (1998-2002), en donde modernizó la infraestructura construyendo una escuela de postgrado al más alto nivel de Latinoamérica. Posteriormente se incorporó al Departamento de Ingeniería Industrial y de Sistemas de la Escuela de Ingeniería de la Pontificia Universidad Católica de Chile (2002) y fue Coordinador del Programa Talento e Inclusión de la misma Universidad.
Ganó el Premio Responsabilidad Social de la Escuela de Ingeniería UC.
Presidió la comisión de expertos sobre financiamiento estudiantil, nombrada por el Ministerio de Educación de Chile. y que elaboró un informe con propuestas y que sobre la que se basa un conjunto de las propuestas legales de modificación al sistema de educación superior impulsadas por el primer gobierno del Presidente Sebastián Piñera.
Entre el 2015 y enero del 2020 fue Rector del Duoc UC.
Desde junio del 2020 es Ministro del Tribunal de la Libre Competencia. 
En su trayectoria profesional ha ejercido como consultor del BID y Banco Mundial. Ha asesorado los gobiernos de Perú, Bolivia, Argentina, Ecuador, Colombia, Costa Rica, México, Líbano, Guatemala, Panamá y Jamaica. En Chile ha trabajado en la Subsecretaría de Telecomunicaciones, el Ministerio de Obras Públicas y la Comisión Nacional de Energía. Experto en temas antimonopolios y regulación para varias empresas privadas, incluyendo Enersis, Endesa, Colbún, Copec, Telefónica CTC; Entel, VTR; Aguas Andinas; Esso; Metrogas; LAN Airlines; Laboratorios Chile; Roche; Transelec y Fonterra. Ha sido miembro de comité de expertos para fijaciones tarifarias de empresas de agua, electricidad y telecomunicaciones.

## Libros
- Paredes, R. y R. Castillo (2020): El Modelo en la Encrucijada, RiL Editores, Santiago, Chile.
- Tarziján, J. y R. Paredes (2012): Organización Industrial para la Estrategia Empresarial, Prentice Hall, Buenos Aires, (tercera edición, corregida y aumentada).
- Paredes, R. y J. M. Sapag (2001): Fortalezas y Debilidades del Marco Regulatorio Eléctrico Chileno: Propuestas para un Cambio, Facultad de Ciencias Económicas y Administrativas, Universidad de Chile.
- Stone, A., B. Levy and R. Paredes (1996): Public institutions and private transactions: a comparative analysis of the legal and regulatory environment for business transactions in Brazil and Chile, in Empirical Studies in Institutional Change, Alston, Eggertsson and North, eds., Cambridge University Press.
- Paredes, R. y R. Ramamurti (1996): Ownership and Competition in Chile's Airline Industry, en Privitizing Monopolies in Developing Countries: Lessons form the Telecom and Transport Sectors in Latin America, R. Ramamurti, ed. Johns Hopkins University Press.
- Paredes, R. y J. M. Sánchez (1996): Grupos Económicos y Desarrollo: El Caso de Chile, en Estabilización Macroeconómica, Reforma Estructural y Comportamiento Industrial, Jorge Katz, editor, Alianza Editorial, Buenos Aires, Argentina.
- Paredes, R. and L. Riveros (eds.): Human Resources during the Structural Adjustment Process in Latin America, IDB-Johns Hopkins University Press, Washington, DC, August, 1995.
- Paredes, R. (1993): Fundamentos para una política Antimonopolios (Foundations for an Antitrust Policy), FACEA ed., Santiago, Chile.